# Behnia reticulata
Espèce

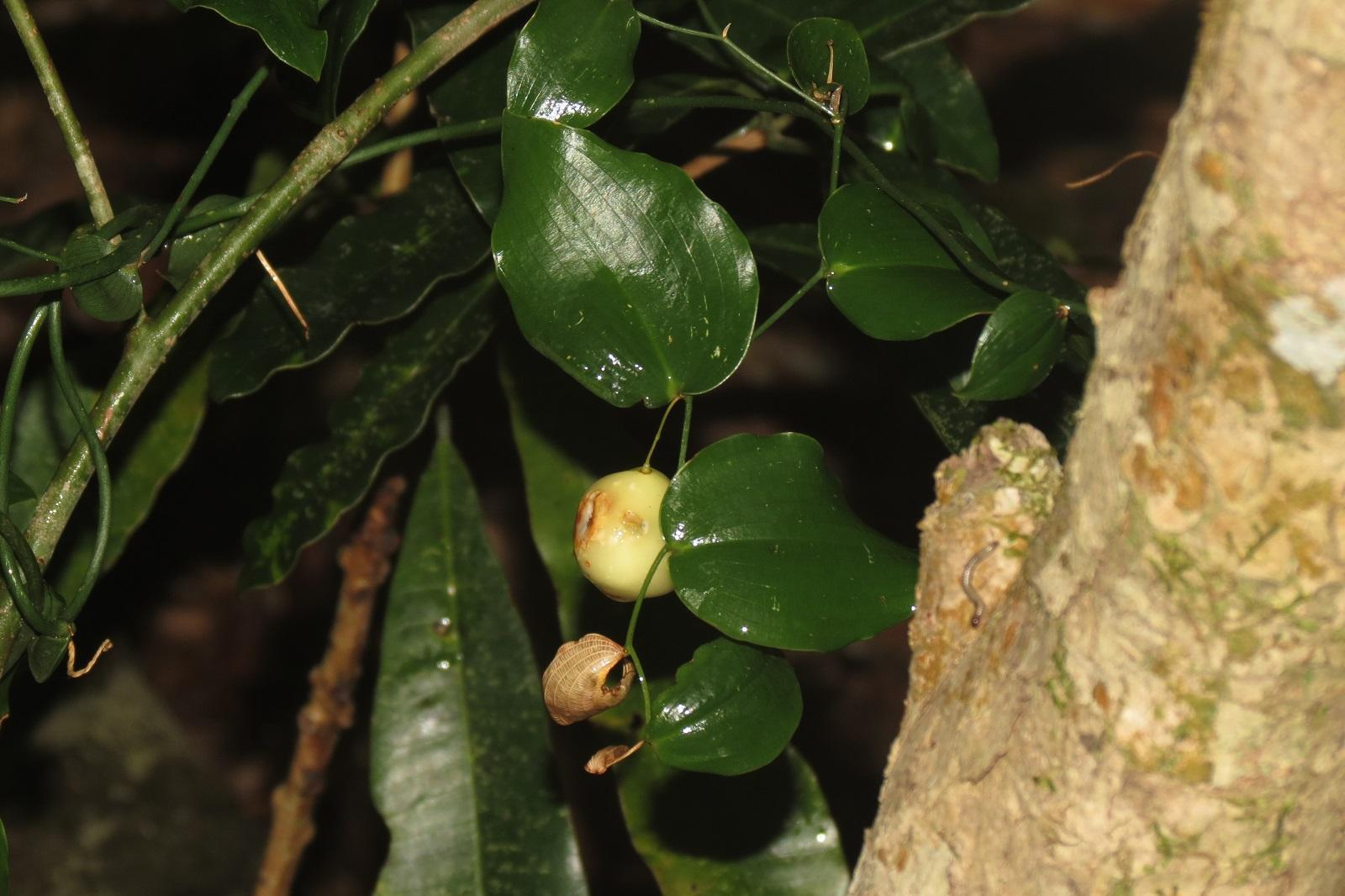
Feuillage et fruit

Behnia reticulata est une espèce de la famille des Asparagaceae. C'est la seule espèce connue dans le genre Behnia.
Behnia reticulata est une plante grimpante originaire d'Afrique australe : Malawi, Mozambique, Zimbabwe, Afrique du Sud et Eswatini.

## Systématique
Le nom correct complet (avec auteur) de ce taxon est Behnia reticulata (Thunb.) Didr..
L'espèce a été initialement classée dans le genre Ruscus sous le basionyme Ruscus reticulatus Thunb..
Behnia reticulata a pour synonymes,, :
- Dictyopsis thunbergii Harv.
- Dictyopsis thunbergii Harv. ex Hook.f.
- Hylonome reticulata (Thunb.) Webb & Berthel.
- Ruscus reticulatus Thunb.